# Primavera (Debussy)

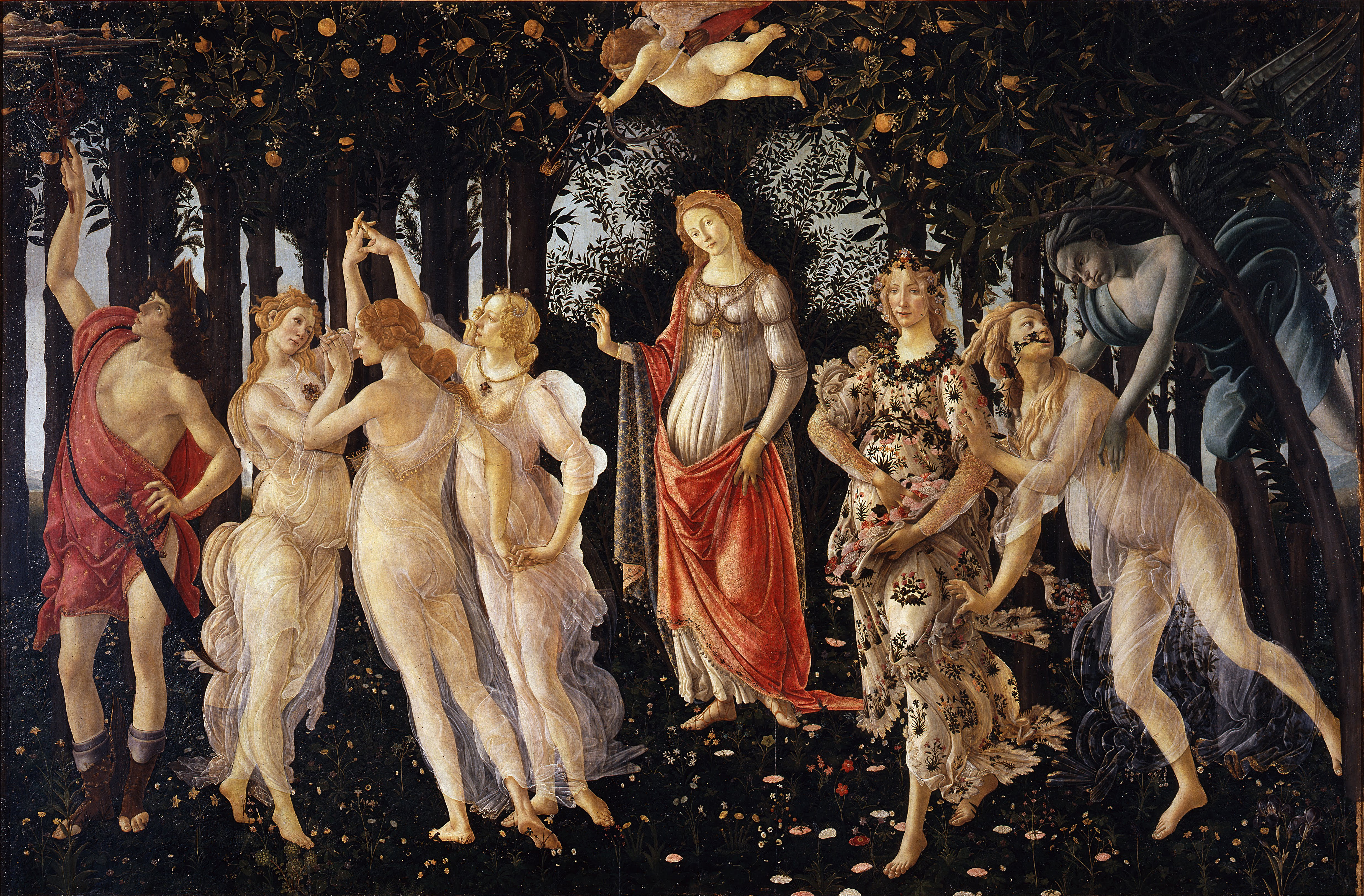
La Primavera de Sandro Botticelli, inspiración de la obra musical.

Primavera (en francés: Printemps) es una suite sinfónica para orquesta y piano a cuatro manos, compuesta por Claude Debussy en dos versiones: la primera, desaparecida, en 1887, y la segunda en 1908.

## La historia
Debussy compuso Primavera mientras residía en la Villa Medici romana después de ganar el Premio de Roma (Prix de Rome) entre 1885 y 1887. Ya había compuesto un coro para cuatro voces titulado Le Printemps, en un poema de Jules Barbier en 1884.
Su fuente de inspiración fue La Primavera, cuadro de Sandro Botticelli.[cita requerida]

Me gustaría expresar la génesis lenta y dolorosa de los seres y las cosas en la naturaleza, luego, el florecimiento ascendente y el final con una gozosa alegría de renacer a una nueva vida de géneros.

Es ante todo una partitura para piano, coro y orquesta. Debussy envía este resultado como segundo trabajo propuesto para la Academia de bellas artes. La institución lo juzga de «extraño»: 

Uno reconoce en él una sensación del color musical cuya exageración le hace olvidar fácilmente la importancia de la precisión del dibujo y la forma. Sería muy conveniente que advirtiera contra este vago "impresionismo", que es uno de los enemigos más peligrosos de la verdad en las obras de arte.

La partitura de la primera versión se perdió durante el incendio de su encuadernador. Debussy compuso nuevamente en 1908 una nueva versión sin coro para piano a cuatro manos. La orquestación se debe a Henri Büsser.
Primavera se estrenó el 18 de abril de 1913 en París, en la Société nationale de musique, bajo la dirección de Rhené-Baton.

## Movimientos
1. Très modéré
2. Modéré

## Discografía
- Orquesta Sinfónica de Boston dirigida por Charles Munch (13 de mayo de 1962, RCA/Sony Classical)
- Orquesta Philharmonia , dirigida por Pierre Boulez (17 de noviembre de 1967, Sony Classical)
- Michel Sedrez, Fabienne Boury (piano) y la Orquesta Nacional de Francia dirigida por Jean Martinon (1973, SACD EMI/Warner Classics)
- Orquesta de París dirigida por Daniel Barenboim (1977, DG)
- Orquesta de Cleveland dirigida por Pierre Boulez (marzo de 1991, DG 435 766-2)
- Orquesta Sinfónica de la Radio Finlandesa dirigida por Jukka-Pekka Saraste (1995, EMI/Virgin)